# Poolesville
Poolesville – miasto w Stanach Zjednoczonych, w stanie Maryland, w hrabstwie Montgomery.